# Juicio ejecutivo
El juicio ejecutivo o proceso monitorio es un proceso jurisdiccional destinado a satisfacer una pretensión de ejecución fundada en un título procesionalmente privilegiado que se tramita por un procedimiento sumario para reducir los actos procesales destinados a facilitar el conocimiento del tribunal sobre el fondo del asunto litigioso planteado. En este sentido, el juicio ejecutivo es la vía más expedita con que cuentan los acreedores cuyo derecho se funda en un título ejecutivo. El juicio ejecutivo se tramita a instancia de parte, esto es, a instancias de quien ejerce la acción jurisdiccional de acceso a los juzgados y tribunales, solicitando la concreta acción ejecutiva consistente en la ejecución forzosa de obligaciones cuya existencia y exigibilidad se deducen de documentos que conceden, a su titular, la acción ejecutiva.
Es un procedimiento especial que tiene por objeto la resolución rápida de conflictos jurídicos en los que no existe contradicción. Es un procedimiento rápido y sencillo cuya finalidad es conceder cuanto antes al demandante un título ejecutivo en aquellos juicios en los que el demandado no se opone formalmente a la demanda. Nació para combatir los problemas de impagados que se producen en un elevado porcentaje de transacciones comerciales.
Frente al incumplimiento voluntario de las obligaciones del deudor, el acreedor puede instar el juicio ejecutivo ante el tribunal respectivo. El juicio ejecutivo es un proceso judicial de ejecución forzosa.
El juicio ejecutivo puede ser especial o general. El primero tiene en la ley un especial procedimiento de ejecución y realización de bienes, normalmente basado en una garantía convencional, como el procedimiento ejecutivo hipotecario y el procedimiento ejecutivo concursal. El procedimiento general, por su parte, no se basa en ninguna garantía específica, sino en la garantía general de los acreedores para hacer cumplir sus obligaciones sobre todos los bienes del deudor, presentes y futuros: el denominado «derecho de prenda general».
En estos procesos, los Juzgados y Tribunales ejercen la potestad de ejecución, dictando las resoluciones judiciales previstas en la ley para que el acreedor ejecutante, obtenga, por vía de apremio, el cumplimiento de la obligación documentada en el título ejecutivo.

## Chile

### Definición
El juicio ejecutivo, en Chile, se define como un procedimiento contencioso de aplicación general o especial, de tramitación extraordinaria, por el cual se persigue el cumplimiento forzado de una obligación que consta de un título fehaciente e indubitado.
Por su definición podemos entender que el juicio ejecutivo se contrapone al juicio declarativo cuyo propósito es declarar un derecho, pues el juicio ejecutivo consiste en perseguir la ejecución de este derecho preestablecido.

### Regulación

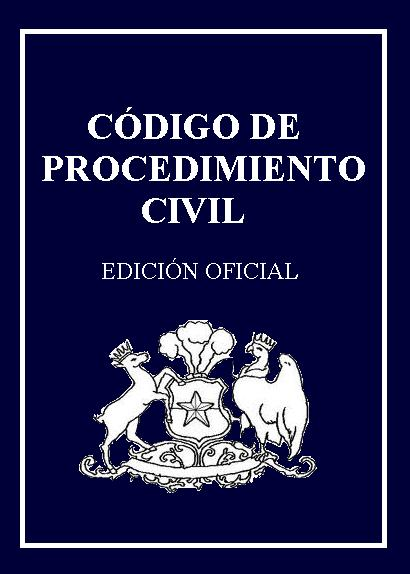
El juicio ejecutivo se encuentra reglamentado en Libro I del Título III del Código de Procedimiento Civil, desde los artículos 434 al 529.

El juicio ejecutivo se encuentra regulado en los artículos del Código de Procedimiento Civil:
- Título I: Juicio ejecutivo en las obligaciones de dar. Del procedimiento ejecutivo (434-478)
  - De la administración de los bienes embargados y del procedimiento de apremio (479-517)
  - De las tercerías (518-529)
- Título II: Juicio ejecutivo en las obligaciones de hacer y de no hacer (530-544)

El Código organiza el juicio ejecutivo desde lo más general a lo más específico, permitiendo que cada etapa del procedimiento se desarrolle de manera ordenada y eficiente. Se parte por el fundamento del juicio (el título ejecutivo), se avanza en su ejecución (embargo y remate) y se concluye con reglas especiales para casos particulares (tercerías y obligaciones de hacer o no hacer).
Además, dentro del mismo código se encuentran los juicios ejecutivos de mínima cuantía entre los artículos 729 al 739. 
Por otro lado, también están los juicios ejecutivos que están contenidos en leyes especiales, y en los casos no previstos por estos artículos se aplicará, entonces, el juicio de mayor cuantía. 

### Requisitos para iniciar el juicio ejecutivo

#### Títulos ejecutivos perfectos
Los títulos ejecutivos se encuentran en el artículo 434 del Código de Procedimiento Civil. Estos títulos tienen lugar en las obligaciones de dar para reclamar su cumplimiento. 
1. Sentencia firme: sea definitiva o interlocutoria (158 CPC)
2. Copia autorizada de escritura pública: estas copias solo podrán ser otorgadas por el notario autorizante, el que lo subroga o suceda legalmente o el archivero a cuyo cargo esté el protocolo respectivo, según lo dispuesto en el artículo 421 del Código Orgánico de Tribunales.
3. Acta de Avenimiento pasada ante tribunal competente  y autorizada por un ministro de fe o por dos testigos de actuación: es el acuerdo producido entre las partes litigantes para poner término al juicio , en las condiciones que ellas han señalado, y aceptadas por el juez.[2]
4. Instrumento privado, reconocido judicialmente o mandado a tener por reconocido: sin embargo, hay instrumentos privados que, no obstante carecer de autenticidad, el legislador les confiere mérito ejecutivo: letra de cambio, pagaré y cheques en los cuales no se haya opuesto tacha de falsedad a la firma del respectivo obligado. El protesto debe ser notificado judicialmente.[2]
5. Confesión judicial: debe prestarse ante el juez y la manera de obtenerla es mediante la gestión preparatoria de la vía ejecutiva.
6. Títulos y cupones: los títulos deben ser nominativos o al portador, aparecer legítimamente emitidos y representar obligaciones vencidas.
7. Otros títulos ejecutivos: esto demuestra que la enumeración del artículo 434 no es taxativa.[2]

Estos numerales conforman uno de los requisitos para iniciar el juicio ejecutivo, esto es, el título ejecutivo. Por lo demás, los títulos ejecutivos nombrados anteriormente son conocidos como Títulos Ejecutivos Perfectos.

#### Obligación actualmente exigible
El segundo requisito del juicio ejecutivo es que la acción ejecutiva sea actualmente exigible, como lo señala el artículo 437 del Código de Procedimiento Civil.
Para que proceda la ejecución, se requiere además que la obligación sea actualmente exigible.
Código de Procedimiento Civil
Artículo 437
Este requisito con curre tanto en las obligaciones de dar como también las de hacer y no hacer. Lo que quiere decir con ''obligación actualmente exigible'' es, fundamentalmente, que la acción no esté sujeta a modalidades; esto es, a ningún, plazo, modo o condición. 

#### Obligación líquida y determinada
Una obligación es líquida cuando la cantidad está determinada en el título, sin necesidad de acudir a otros documentos o interpretaciones complejas. También es líquida si puede ser determinada fácilmente mediante una operación aritmética simple. Estas características se señalan en el artículo 438 del Código de Procedimiento Civil:
La ejecución puede recaer:
1°. Sobre la especie o cuerpo cierto que se deba y que exista en poder del deudor;
2°. Sobre el valor de la especie debida y que no exista en poder del deudor, haciéndose su avaluación por un perito que nombrará el tribunal; y
3°. Sobre cantidad líquida de dinero o de un género determinado cuya avaluación pueda hacerse en la forma que establece el número anterior.
Se entenderá cantidad líquida, no sólo la que actualmente tenga esta calidad, sino también la que pueda liquidarse mediante simples operaciones aritméticas con sólo los datos que el mismo título ejecutivo suministre.
El acreedor expresará en la demanda ejecutiva la especie o la cantidad líquida por la cual pide el mandamiento de ejecución.
Sin embargo, tratándose de moneda extranjera, no será necesario proceder a su avaluación, sin perjuicio de las reglas que para su liquidación y pago se expresan en otras disposiciones de este Código.
Código de Procedimiento Civil
Artículo 438
En los casos en que el título contenga una obligación líquida y otra ilíquida, se procederá ejecutivamente por la primera, reservándose el derecho a proceder con la parte ilíquida en juicio ordinario, de acuerdo con lo dispuesto en el artículo 439 del Código de Procedimiento Civil.
Las obligaciones que deben pagarse en moneda extranjera pueden dividirse en dos categorías según su forma de cumplimiento. En primer lugar, están aquellas que se pagan directamente en la moneda estipulada, siempre que exista una autorización legal o del Banco Central de Chile. En este caso, el acreedor puede optar por exigir el pago en la moneda acordada o acogerse a los derechos que se derivan de la autorización correspondiente.
Por otro lado, existen obligaciones que deben pagarse en el equivalente en moneda nacional, lo que significa que el monto en moneda extranjera se convertirá a pesos chilenos según el tipo de cambio vendedor del día del pago. Si la obligación ya está vencida, se tomará el tipo de cambio del día del vencimiento, pero solo si es superior al del día del pago. Esta regla busca proteger al acreedor en caso de fluctuaciones cambiarias desfavorables.
Independientemente de si el cumplimiento se exige en moneda extranjera o su equivalente en pesos, el acreedor que inicia un juicio ejecutivo debe acompañar un certificado bancario que acredite el tipo de cambio aplicable. Este certificado debe ser emitido por un banco de la plaza y puede corresponder al día de la presentación de la demanda o a cualquiera de los 10 días anteriores. Su propósito es facilitar la conversión de la deuda a moneda nacional y darle certeza a la ejecución.
La jurisprudencia reciente ha aclarado que la falta de presentación del certificado bancario dentro del plazo señalado no impide la ejecución de la deuda ni afecta su liquidez. En lugar de ser un requisito esencial, se considera una herramienta que facilita la determinación del monto exacto de la deuda al momento de la demanda. Por lo tanto, su omisión no anula la acción ejecutiva, sino que simplemente podría requerir otras pruebas para la liquidación del crédito.
La avaluación del crédito en moneda nacional cumple dos funciones principales dentro del juicio ejecutivo, como se señala en el artículo 440 del Código de Procedimiento Civil. En primer lugar, permite determinar la cuantía de la causa, lo que influye en aspectos procesales como la competencia del tribunal. En segundo lugar, ayuda a establecer el carácter de líquida de la obligación, asegurando que pueda ser objeto de ejecución sin necesidad de mayores trámites o cálculos complejos.

#### Prescripción de la acción ejecutiva
Este es el último de los requisitos para iniciar la acción ejecutiva, que no se encuentre prescrita bajo lo señalado por los artículo 2514 y 2515 del Código Civil. 
La prescripción que extingue las acciones y derechos ajenos exige solamente cierto lapso de tiempo, durante el cual no se hayan ejercido dichas acciones.
Se cuenta este tiempo desde que la obligación se haya hecho exigible.
Código Civil
Artículo 2514
-
Este tiempo es en general de tres años para las acciones ejecutivas y de cinco para las ordinarias.
La acción ejecutiva se convierte en ordinaria por el lapso de tres años, y convertida en ordinaria durará solamente otros dos.
Código Civil
Artículo 2515
Una característica importante de la prescripción de las acciones ejecutivas es que estas no pueden ser declaradas de oficio por el juez, como queda dicho en el artículo 2493 del Código Civil.

Sin embargo, el artículo 442 del Código de Procedimiento Civil, se señala que el tribunal denegará la acción ejecutiva que se encuentre prescrita salvo que se compruebe su subsistencia por alguno de los medios que sirven para deducir esta acción en conformidad al artículo 434.
El tribunal denegará la ejecución cuando la acción ejecutiva se encuentre prescrita; salvo que se compruebe su subsistencia por alguno de los medios que sirven para deducir esta acción en conformidad al artículo 434.
Código de Procedimiento Civil
Artículo 442
Por lo tanto, por un lado, aquí existe una clara excepción al principio dispositivo, toda vez que el tribunal denegará de oficio.
Luego, en cuanto a la subsistencia de la acción referida en el artículo 442, aunque el título original haya perdido vigencia por la prescripción, la acción ejecutiva puede mantenerse o reactivarse si se lleva a cabo una gestión preparatoria que dé origen a un nuevo título ejecutivo. En estos supuestos, la ejecución no se basará en el título prescrito, sino en el nuevo documento derivado de dicha gestión, como puede ser el reconocimiento de firma o la confesión de la deuda.

### Gestión preparatoria de la vía ejecutiva
La gestión preparatoria de la vía ejecutiva es aquella que se inicia mediante un título ejecutivo imperfecto. Se trata de una gestión judicial contenciosa cuyo propósito es generar un título ejecutivo, ya sea mediante su creación directa, el complemento de ciertos antecedentes necesarios o la corrección de defectos en un título que no se encuentra completamente constituido.
Las gestiones preparatorias en el juicio ejecutivo tienen como finalidad fortalecer o complementar un título ejecutivo para que adquiera fuerza ejecutiva. Estas pueden estar relacionadas con la materialidad del título, como la notificación de un protesto, o con la obligación contenida en él, como la avaluación para determinar su liquidez.
Existen dos tipos principales de gestiones preparatorias. 
- Primero, aquellas que generan un nuevo título ejecutivo, como el reconocimiento de firma o la confesión de deuda, las cuales permiten transformar un documento privado en un título ejecutivo.

- Segundo, aquellas que complementan un título ya existente, otorgándole la solidez necesaria para ser ejecutado.

Entre las gestiones más relevantes se encuentra el reconocimiento de firma en un instrumento privado y la confesión de deuda, que otorgan fuerza ejecutiva a documentos que inicialmente no la tienen. También está la confrontación de títulos y cupones, que permite verificar su autenticidad y vigencia para efectos de cobro. Asimismo, la notificación de protesto de letras de cambio, pagarés o cheques es un requisito esencial para su ejecución, ya que confirma la falta de pago y da inicio a la acción ejecutiva.
Otro aspecto fundamental es la avaluación, que facilita la determinación del monto exacto de la deuda, asegurando su liquidez, lo que es esencial para la procedencia del juicio ejecutivo. Finalmente, la notificación del título ejecutivo a los herederos garantiza la continuidad de la obligación en caso de fallecimiento del deudor, permitiendo que la deuda sea exigida a quienes lo sucedan en sus derechos y obligaciones.

#### Reconocimiento de firma en un instrumento privado
Este reconocimiento de firma se refiere al caso del artículo 434 N°4 del Código de Procedimiento Civil, esto es, un instrumento privado reconocido o mandado a tener por reconocido. Posteriormente, con respecto al reconocimiento de firma, el artículo 436 señala que una vez reconocida la firma, quedará preparada la ejecución, aunque se niegue la deuda.
Para ello, el tribunal podrá citar al deudor a una audiencia dentro del quinto día, contado desde la última notificación, con el propósito de que se lleven a cabo estas diligencias.
El juez, actuando de oficio, rechazará la solicitud si no se cumplen los requisitos mencionados. Esto implica que el tribunal verificará previamente si la deuda cumple con las condiciones establecidas en la ley antes de permitir la tramitación de la audiencia.
Si el deudor comparece y reconoce su firma queda preparada la vía ejecutiva, es decir, el acreedor tendría un título ejecutivo.
Si el deudor comparece y niega su firma, la gestión preparatoria termina y el acreedor no obtendría el título ejecutivo, quedándole solo la opción de la vía declarativa u ordinaria. 
Si el deudor no comparece a la audiencia sin una justificación válida, o si asiste pero da respuestas evasivas, el tribunal considerará que la firma ha sido reconocida o que la deuda ha sido confesada. Este mecanismo permite que, en ausencia de un título ejecutivo inicial, se genere uno a partir del reconocimiento judicial, facilitando así la posterior ejecución forzada de la obligación.
|              | Deudor comparece y reconoce la firma | Deudor comparece y niega su firma                     | Deudor comparece y da respuestas evasivas                  | Deudor no comparece                   |
| ------------ | ------------------------------------ | ----------------------------------------------------- | ---------------------------------------------------------- | ------------------------------------- |
| Situación    | Preparada la vía ejecutiva           | Termina la gestión preparatoria                       | Reconocida la firma                                        | Reconocida la firma                   |
| Consecuencia | Acreedor posee un título ejecutivo   | Acreedor puede iniciar la vía declarativa u ordinaria | Acreedor debe solicitar que se declare reconocida la firma | Lo mismo que en la situación anterior |

#### Confesión de deuda
En caso de que el acreedor no tenga un título ejecutivo y quiere preparar la ejecución por la confesión de deuda, podrá citar al deudor a la presencia judicial. Esto en referencia al artículo 435, inciso 1° del Código de Procedimiento Civil. 
Su tramitación es idéntica al de reconocimiento de firma en instrumento privado; sin embargo, la confesión de deuda tiene la particularidad de servir también como una medida prejudicial a fin de preparar la entrada en juicio. 
Por otro lado, es importante señalar la diferencia que existe entre la confesión judicial y la confesión como medio de prueba. 
| Aspecto                    | Confesión Judicial (Medio de Prueba) | Confesión Judicial (Gestión Preparatoria de la Vía Ejecutiva)                                 |
| -------------------------- | --- | --------------------------------------------------------------------------------------------- |
| Finalidad                  | Acreditar hechos sustanciales, pertinentes y controvertidos en cualquier procedimiento.                                                              | Lograr el reconocimiento de la deuda para preparar la vía ejecutiva.                          |
| Espontaneidad              | Puede ser espontánea o provocada. | Siempre es provocada y puede ser expresa o tácita.                                            |
| Citación                   | Se requiere que el absolvente sea citado dos veces para absolver posiciones. Solo en la segunda citación opera el apercibimiento del art. (394 CPC). | Basta con una única citación para que opere el apercibimiento (435 CPC).                      |
| Forma de Notificación      | El absolvente es notificado a través del mandatario judicial y por cédula.                                                                           | El deudor debe ser citado a la audiencia personalmente.                                       |
| Consecuencia de su fracaso | Si fracasa, el hecho puede probarse por otros medios.                                                                                                | Si fracasa, el procedimiento termina, y el ejecutante solo puede recurrir a la vía ordinaria. |

### Clasificaciones del Juicio Ejecutivo
1.- Atendiendo a la naturaleza de las obligaciones cuyo cumplimiento se exige 
1. Juicio ejecutivo en las obligaciones de dar.
2. Juicio ejecutivo en las obligaciones de hacer.
3. Juicio ejecutivo en las obligaciones de no hacer.
4. Casos singulares: 1. De inmisión en la posesión.
5. Hipotecario con renuncia de trámite.

2.- Atendida la cuantía de la obligación cuyo cumplimiento se demanda 
1. Juicio ejecutivo de mayor cuantía.
2. Juicio ejecutivo de mínima cuantía.

3.- Atendida la naturaleza de las normas que lo regulan
1. Juicios ejecutivos especiales, regulados en leyes especiales, (como los casos de la ley 4702 sobre compraventa de bienes corporales, muebles a plazo, ley sobre prenda industrial,[cita requerida] código tributario,[cita requerida] ley sobre abandono de familia y pago de pensiones alimenticias,[cita requerida]; la ley sobre realización de la prenda civil[cita requerida]).
2. Juicio ejecutivo ordinario

### Juicio ejecutivo de mayor cuantía en las obligaciones de dar[2]
El juicio ejecutivo a propósito del cumplimiento forzado de obligaciones de dar se fundamenta principalmente en el Código de Procedimiento Civil (CPC). Las disposiciones relevantes se encuentran en los artículos 434 al 529 del CPC, que regulan el procedimiento ejecutivo para este tipo de obligaciones. En silencio de estas disposiciones, se debe recurrir al Libro II sobre juicio ordinario por el procedimiento supletorio.

#### Requisitos
Este juicio ejecutivo requerirá que el monto de lo disputado sea de mayor cuantía esto es, 10 UTM, de lo contrario, estaríamos frente a un  juicio ejecutivo de obligaciones de dar de menor mínima cuantía. 
Por otro lado, también se necesita que la obligación sea de dar, que es aquella en la que la prestación consiste en la transferencia del dominio o de otro derecho real.

### Tramitación
La tramitación del juicio ejecutivo se desarrolla en dos cuadernos: cuaderno principal y cuaderno de apremio.

##### Demanda ejecutiva
El juicio ejecutivo puede iniciar con una demanda o por las gestiones preparatorias de la vía ejecutiva. La demanda se realizará mediante un título ejecutivo perfecto, mientras que la gestión de la vía preparatoria servirá para completar aquellos títulos que por su naturaleza son imperfectos.
La demanda ejecutiva debe cumplir con los requisitos comunes a todo escrito, además de los requisitos específicos del artículo 254 del Código de Procedimiento Civil. En su parte petitoria la demanda debe indicar que se despache mandamiento de ejecución y embargo en contra del deudor, acompañando, además, los instrumentos en que se funda la demanda, los cuales deberán impugnarse dentro del término de emplazamiento según lo dispuesto en el artículo 255 del Código de Procedimiento Civil.
Si la demanda cumple con todos los requisitos (título ejecutivo, obligación líquida, actualmente exigible y que no esté prescrita) el tribunal despachará el mandamiento de ejecución y embargo; en caso negativo, la demanda no tendrá el curso legal que le correspondería de haber sido admitida.

#### Mandamiento de ejecución y embargo
El mandamiento de ejecución y embargo es la orden escrita emanada del tribunal de requerir de pago al deudor y de embargarle bienes suficientes en caso de no pago. Cabe destacar que la primera actuación se pronuncia en el cuaderno principal, mientras que el requerimiento de pago se pronuncia en el cuaderno de apremio, ambas firmadas por el juez y el secretario. 

Este mandamiento deberá contener un grupo de menciones que son esenciales y accidentales indicadas en el artículo 443 del Código de Procedimiento Civil.
El mandamiento de ejecución contendrá:
1°. La orden de requerir de pago al deudor. Este requerimiento debe hacérsele personalmente; pero si no es habido, se procederá en conformidad al artículo 44, expresándose en la copia a que dicho artículo se refiere, a más del mandamiento, la designación del día, hora y lugar que fije el ministro de fe para practicar el requerimiento. No concurriendo a esta citación el deudor, se hará inmediatamente y sin más trámite el embargo.
Cuando el deudor haya sido notificado personalmente o con arreglo al artículo 44 para otra gestión anterior al requerimiento, se procederá a éste y a los demás trámites del juicio, en conformidad a lo establecido en los artículos 48 a 53. La designación del domicilio, exigida por el artículo 49, deberá hacerse en tal caso por el deudor dentro de los dos días subsiguientes a la notificación, o en su primera gestión si alguna hace antes de vencido este plazo;
2°. La de embargar bienes del deudor en cantidad suficiente para cubrir la deuda con sus intereses y las costas, si no paga en el acto; y
3°. La designación de un depositario provisional que deberá recaer en la persona que, bajo su responsabilidad, designe el acreedor o en persona de reconocida honorabilidad y solvencia, si el acreedor no la ha indicado. El acreedor podrá designar como depositario al mismo deudor o pedir que no se designe depositario.
No podrá recaer esta designación en empleados o dependientes a cualquier título del tribunal ni en persona que desempeñe el cargo de depositario en tres o más juicios seguidos ante el mismo juzgado.
Si la ejecución recae sobre cuerpo cierto, o si el acreedor en la demanda ha señalado, para que se haga el embargo, bienes que la ley permita embargar, el mandamiento contendrá también la designación de ellos.
Siempre que en concepto del tribunal haya fundado temor de que el mandamiento sea desobedecido, podrá solicitar, a petición de parte, el auxilio de la fuerza pública para proceder a su ejecución.
Código de Procedimiento Civil
Artículo 443
Las menciones esenciales pertenecen al Nº1 y Nº2 de este artículo, sumado a la firma del juez y el secretario de acuerdo a lo dispuesto en el artículo 70 del Código de Procedimiento Civil. En cambio, las menciones accidentales son las del Nº3 y el inciso 3º y 4ª del mismo numeral.  
| Mandamiento de ejecución y embargo                              | Menciones                                                                 | Artículos          | Normativa                     |
| --------------------------------------------------------------- | ------------------------------------------------------------------------- | ------------------ | ----------------------------- |
| Elementos esenciales                                            | Orden de requerir de pago                                                 | 443 Nº1            | Código de Procedimiento Civil |
| Elementos esenciales                                            | Orden de embargar bienes suficientes                                      | 443 Nº1            | Código de Procedimiento Civil |
| Elementos esenciales                                            | Firma del juez y del secretario                                           | 70                 | Código de Procedimiento Civil |
| Elementos accidentales (o de la naturaleza según otros autores) | Designación de depositario provisional                                    | 443 Nº3            | Código de Procedimiento Civil |
| Elementos accidentales (o de la naturaleza según otros autores) | Designación de la especie o cuerpo cierto sobre la que recae la ejecución | 443 Nº3, inciso 3º | Código de Procedimiento Civil |
| Elementos accidentales (o de la naturaleza según otros autores) | Solicitud del auxilio de la fuerza pública                                | 443 Nº3, inciso 4º | Código de Procedimiento Civil |

#### Requerimiento de pago
Una vez se ha admitido la demanda ejecutiva a tramitación, se despacha la orden de ejecución de embargo, para que posteriormente un receptor ponga la demanda ejecutiva en conocimiento del deudor, esto es, que lo notifique y en seguida lo requiera de pago, y le embargue bienes en cantidad suficiente para cubrir la deuda con intereses y costas. 
El requerimiento debe hacerse personalmente, y en el caso de no ser habido se debe proceder a notificar mediante el artículo 44 del Código de Procedimiento Civil (notificación personal subsidiaria). Si el deudor ha sido notificado previamente en otra gestión, ya sea de manera personal o por el mecanismo de notificación subsidiaria del artículo 44, el juicio puede avanzar sin necesidad de una nueva notificación formal. Con respecto a esta notificación, las copias que tendrá que entregar el receptor son la demanda y su proveído, el mandamiento de ejecución y embargo, la solicitud y su proveído en conformidad al mismo artículo, día, hora y lugar que fije el ministro para practicar el requerimiento. A esto se le llama ''cédula de espera''. El lugar de citación que contiene la cédula es la oficina del receptor y si el deudor no comparece en el día y hora fijados, entonces se procederá con el requerimiento sin más trámite.
En este caso, se procede directamente al requerimiento de pago y a los demás actos del juicio conforme a lo dispuesto en los artículos 48 a 53 del Código de Procedimiento Civil, que regulan aspectos como el plazo para oponer excepciones y la ejecución del embargo.

#### Actitudes del deudor
Ante la ejecución, el deudor puede tomar diversas actitudes
1. Pagar la deuda antes del requerimiento: si el deudor tiene conocimiento del requerimiento de pago de forma extraoficial, entonces podrá pagar la deuda antes del requerimiento, pero no quedará exento de pagar las costas según lo dispuesto en el artículo 446 del Código de Procedimiento Civil.[2]
2. Pagar la deuda en el acto mismo de ser requerido: de todas formas tendrá que pagar las costas del juicio como lo indica el artículo 446 del Código de Procedimiento Civil.
3. No pagar la deuda al ser requerido: sus bienes serán objeto de embargo. Sin embargo, en el curso de la causa puede hacer uso de dos derechos:
  1. Substitución de los bienes embargados (457 CPC)
  2. Liberar sus bienes del embargo, pagando la deuda y las costas (490 CPC)
4. Oponer excepciones: estas se encuentran en el artículo 464 del Código de Procedimiento Civil y sus respectivos numerales.
  1. Incompetencia del tribunal (tanto absoluta como relativa)
  2. Falta de capacidad del demandante, o de su personería o representación  legal del que comparezca en su nombre
  3. Litispendencia
  4. Ineptitud del libelo
  5. Beneficio de excusión
  6. Falsedad del título
  7. La falta de alguno de los requisitos o condiciones establecidos por las leyes para que dicho título tenga fuerza ejecutiva, sea absolutamente, sea con relación al demandado
  8. El exceso de avalúo en los casos de los incisos 2° y 3° del artículo 438
  9. El pago de la deuda
  10. Remisión de la misma
  11. Concesión de espera o prórroga del plazo
  12. Novación
  13. Compensación
  14. Nulidad de la obligación
  15. Pérdida de la cosa debida
  16. Transacción
  17. Prescripción de la deuda o solo de la acción ejecutiva
  18. Cosa juzgada

La enumeración de este artículo es taxativa, pero en el numeral 7º se pueden encontrar más excepciones; es decir, todas aquellas a las cuales pertenecen los requisitos del título ejecutivo (que el título sea ejecutivo, obligación actualmente exigible y líquida, y que no esté prescrita).
El plazo para deducir estas excepciones debe entenderse según el lugar en donde el deudor haya sido requerido de pago, de acuerdo a lo dispuesto en el artículo 459, 460 y 461 del Código de Procedimiento Civil.  
1. Deudor se encuentra en el lugar de asiento del tribunal: el deudor tendrá 8 días útiles (hábiles) para oponerse a la ejecución
2. Deudor se encuentra fuera del lugar de asiento del tribunal, pero dentro de la jurisdicción: el deudor tendrá 4 días útiles
3. Requerimiento se hace en el territorial jurisdiccional de otro tribunal de la República: se debe subdistinguir lo siguiente:
  1. Si el requerimiento se realiza dentro de la comuna que sirve de asiento al tribunal exhortado: 4 días.
  2. Si el requerimiento se efectúa fuera de dicha comuna: 8 días.
4. Deudor puede oponer excepciones en el tribunal exhortante: 8 días más el término de la tabla de emplazamiento.
5. Requerimiento se hace fuera del territorio de la República: tabla de emplazamiento

Todos los plazos señalados en estos artículos son fatales de acuerdo al artículo 463 del Código de Procedimiento Civil y comienzan a correr desde el requerimiento de pago, según lo señalado en el artículo 462, inciso 1º, del Código de Procedimiento Civil. Esto se diferencia con el juicio ordinario en el cual las excepciones perentorias pueden oponerse durante todo el curso de la demanda. Además, todas las excepciones deberán formularse en un mismo escrito.
En cuanto a la forma del escrito de oposición, este debe cumplir con ciertos requisitos formales: 
1. Expresar claramente los hechos que sirven de fundamento a las excepciones y
2. Indicar los medios de prueba que el deudor intentará utilizar para acreditar dichos hechos.

La jurisprudencia ha establecido que no es suficiente con enunciar las excepciones sin detallar los hechos que las fundamentan. Asimismo, se ha considerado que cumple con el requisito de señalar los medios de prueba aquel escrito que indica que utilizará "todos los medios legales". Si el ejecutado no opone excepciones en el cuaderno ejecutivo, se omite la dictación de una sentencia definitiva, y el mandamiento de ejecución y embargo se convierte procesalmente en la sentencia final del juicio, según lo dispuesto en el artículo 472 del Código de Procedimiento Civil. 
En cuanto al alcance de la cosa juzgada que emana del mandamiento cuando no se han opuesto excepciones, se ha fallado que este permite considerarlo como sentencia para los efectos de la realización de los bienes, sin que resulte procedente extender dicho efecto a otras situaciones, como podría ser la declaración de incumplimiento de una parte, ya que en tal caso se requiere de una sentencia propiamente tal.

#### Respuesta a las excepciones
Una vez interpuestas las excepciones, se procederá con la comunicación de traslado al ejecutante para que en el plazo de cuatro días (fatales según la frase ''dentro de'') exponga lo que considere oportuno. según lo dispuesto en el artículo 466 del Código de Procedimiento Civil. 
Si el tribunal estima que las excepciones no cumplen los requisitos legales o que su oposición no es procedente en el juicio ejecutivo, las declarará inadmisibles. Además, si considera que no es necesario rendir prueba para resolver la causa, dictará de inmediato la sentencia definitiva.
Si el tribunal las declara admisibles, verificará que el escrito de oposición cumpla con los requisitos formales establecidos en la ley. La declaración de admisibilidad no significa que las excepciones serán acogidas, sino solo que han sido correctamente presentadas. La procedencia o rechazo de las mismas será determinada en la sentencia definitiva posterior al desarrollo de la etapa probatoria, si esta se estima necesaria.

#### Fase probatoria
La fase probatoria solo tendrá lugar si concurren dos condiciones:  que el tribunal declare admisibles las excepciones y que estime necesario que se rinda prueba para acreditar los hechos en que estas se fundan. 
La resolución que recibe la causa a prueba en el juicio ejecutivo comparte las mismas características que la del juicio ordinario, pero con ciertas particularidades. En primer lugar, el artículo 469 del Código de Procedimiento Civil señala que la resolución fijará puntos de prueba en lugar de hechos, aunque en la práctica los tribunales suelen fijar hechos sustanciales, pertinentes y controvertidos vinculados únicamente con las excepciones opuestas.
En el juicio ejecutivo, la prueba debe referirse solo a los hechos que fundamentan las excepciones planteadas por el ejecutado. Esto implica que los hechos sustanciales, pertinentes y controvertidos en este juicio no abarcan toda la relación jurídica entre las partes, sino exclusivamente los que justifican la procedencia o improcedencia de la ejecución.
El término probatorio en el juicio ejecutivo es de 10 días, según el artículo 468 CPC, y es fatal para la prueba testimonial, lo que significa que si no se rinde dentro de ese plazo, se pierde el derecho a presentarla. Este término es más corto que en el juicio ordinario, lo que refuerza el carácter expedito del procedimiento ejecutivo.
Solo existirá término probatorio extraordinario cuando lo solicite el ejecutante o ambas partes de común acuerdo, conforme al artículo 468, incisos 2 y 3 CPC. Esto restringe la posibilidad de ampliación del período probatorio en comparación con el juicio ordinario, donde este término puede decretarse en otros casos.
Aunque los artículos 468 y 469 CPC solo regulan los términos probatorios ordinarios y extraordinarios, la doctrina y la jurisprudencia coinciden en que los términos especiales también pueden aplicarse en el juicio ejecutivo. Esta aplicación se fundamenta en la supletoriedad de las normas del juicio ordinario cuando no existe una disposición específica en el procedimiento ejecutivo.
La prueba se rinde de la misma forma que en el juicio ordinario, conforme al artículo 469 del Código de procedimiento Civil. Esto significa que se aplican las mismas reglas en cuanto a la presentación de testigos, documentos, peritajes y otros medios de prueba, siempre dentro del término probatorio concedido.
Una vez vencido el término probatorio, los autos quedarán en la secretaría del tribunal por 6 días a disposición de las partes antes de la sentencia. Durante este período, las partes pueden presentar observaciones escritas respecto a la prueba rendida, con el fin de destacar su relevancia o impugnar su validez.

#### Sentencia ejecutiva
La sentencia definitiva debe dictarse dentro del plazo de 10 días desde que el pleito quede concluso, según lo establecido en el artículo 470 del Código de Procedimiento Civil. Esta sentencia tiene la función de resolver todas las excepciones opuestas por el ejecutado y se rige en su forma por lo dispuesto en el artículo 170 Código de Procedimiento Civil.
La cuestión controvertida en el juicio ejecutivo se define exclusivamente a partir de los escritos fundamentales, es decir, la demanda ejecutiva y la oposición del ejecutado. En este sentido, el tribunal debe analizar si las excepciones planteadas por el ejecutado son procedentes o no, determinando el destino de la ejecución.
La sentencia definitiva en el juicio ejecutivo admite la misma clasificación que en el juicio criminal, distinguiéndose en sentencia absolutoria y sentencia condenatoria. La sentencia absolutoria se dicta cuando el tribunal acoge alguna de las excepciones opuestas por el ejecutado, desechando la demanda ejecutiva y ordenando el alzamiento del embargo. En cambio, la sentencia condenatoria acoge la demanda ejecutiva, rechaza total o parcialmente todas las excepciones opuestas y ordena seguir adelante con la ejecución.
Dentro de las sentencias condenatorias se distinguen dos tipos: sentencia condenatoria de pago y sentencia condenatoria de remate. La sentencia condenatoria de pago se dicta cuando el embargo ha recaído sobre una especie o cuerpo cierto debido o una suma determinada de dinero, en cuyo caso no es necesario realizar trámites adicionales para la ejecución de los bienes. Por otro lado, la sentencia condenatoria de remate se pronuncia cuando el embargo ha recaído sobre bienes distintos de la especie o cuerpo cierto debido o bienes que no sean dinero, debiendo realizarse el remate para la ejecución.
La clasificación de las sentencias condenatorias tiene dos trascendencias principales. Primero, en cuanto al cumplimiento de la sentencia, la sentencia de pago solo puede cumplirse una vez que esté ejecutoriada, salvo que el ejecutante solicite su cumplimiento anticipado y se caucionen las resultas del recurso según el artículo 475 Código de Procedimiento Civil. En cambio, la sentencia de remate puede ejecutarse desde que se encuentre notificada, pero el ejecutante no puede hacerse pago con el producto del remate hasta que la resolución esté ejecutoriada, según lo establecido en el artículo 481 Código de Procedimiento Civil.
El segundo aspecto relevante de la clasificación es la responsabilidad en el pago de las costas del juicio. La determinación de las costas se aparta del criterio subjetivo de motivo plausible para litigar, aplicándose un criterio objetivo. Si el tribunal dicta una sentencia ejecutiva absolutoria, las costas del juicio serán de exclusivo cargo del ejecutante. En cambio, si se dicta una sentencia de condena, las costas serán de exclusivo cargo del ejecutado. Sin embargo, si el tribunal acoge parcialmente una o más excepciones, puede distribuir las costas proporcionalmente o imponerlas totalmente al ejecutado si considera que hay motivo para hacerlo.
Se trata de una norma absoluta, que no permite eximir del pago al obligado. Además, si el ejecutante no ha sido íntegramente reintegrado, las sumas producidas por los bienes embargados no pueden aplicarse a ningún otro objeto que no haya sido declarado preferente por sentencia ejecutoriada. En este sentido, las costas gozan de preferencia sobre el crédito mismo.
En el caso de la sentencia de remate, una vez que esta se encuentra ejecutoriada, se debe efectuar la liquidación del crédito sobre el producido del remate y determinar las costas que debe pagar el deudor, incluyendo aquellas generadas después de la sentencia, según el artículo 510 inciso 2° Código de Procedimiento Civil.
Es improcedente el recurso de casación respecto de la parte de la sentencia que se pronuncia sobre las costas del juicio, ya que no se trata de una sentencia definitiva ni de una interlocutoria que ponga término al juicio o haga imposible su prosecución. Esto refuerza el carácter definitivo de la determinación de costas en el juicio ejecutivo, evitando recursos dilatorios.
| Sentencia              | Descripción | Cumplimiento | Costas |
| ---------------------- | --- | --- | --- |
| Absolutoria            | Acoge alguna de las excepciones opuestas por el ejecutado, desechando la demanda ejecutiva y ordenando el alzamiento del embargo.                                                 | No procede ejecución, ya que la demanda es desechada | De exclusivo cargo del ejecutante. |
| Condenatoria           | Rechaza total o parcialmente todas las excepciones opuestas y ordena seguir adelante con la ejecución.                                                                            | Depende de la subclasificación de la condenatoria (Pago o Remate). | Depende de la subclasificación de la condenatoria (Pago o Remate).                                                                               |
| Condenatoria de pago   | Se dicta cuando el embargo ha recaído sobre una especie o cuerpo cierto debido o una suma determinada de dinero, sin necesidad de trámites adicionales para la ejecución.         | Debe estar ejecutoriada, salvo que el ejecutante solicite su cumplimiento anticipado con caución de resultas del recurso                                              | De exclusivo cargo del ejecutado. |
| Condenatoria de remate | Se pronuncia cuando el embargo ha recaído sobre bienes distintos de la especie o cuerpo cierto debido o sobre bienes que no sean dinero, requiriendo el remate para la ejecución. | Puede ejecutarse desde que se notifica, pero el ejecutante no puede hacerse pago con el producto del remate hasta que la resolución esté ejecutoriada (Art. 481 CPC). | De exclusivo cargo del ejecutado; se liquida sobre el producido del remate e incluye costas posteriores a la sentencia (Art. 510 inciso 2° CPC). |

Los recursos que pueden proceder contra la sentencia definitiva son el recurso de aclaración, rectificación y enmienda, apelación, casación y revisión. Con respecto al recurso de apelación existen algunas particularidades: si es interpuesta por el ejecutante se concederá en ambos efectos; y si es interpuesta por el ejecutado se concederá en el solo efecto devolutivo.

### Cumplimiento de las resoluciones pronunciadas por los tribunales extranjeros[8]
La regla general es que las resoluciones judiciales emanadas del Poder Judicial produzcan efectos dentro de la soberanía. No obstante, por razones de utilidad o conveniencia de los Estados y de justicia internacional, hoy en día se permite que una sentencia pronunciada por un tribunal extranjero produzca efectos en otro país, con las excepciones internas que le son propias a cada nación, como por ejemplo, el grado y la forma que deben ser cumplidas.

#### Exequatur
Las resoluciones judiciales pronunciadas por tribunales extranjeros solo tienen fuerza obligatoria en Chile, siempre y cuando se hay obtenido previamente mediante el correspondiente exequatur. El exequatur es el acto jurídico procesal, emanado de la Corte Suprema, por el cual se autoriza a cumplir una sentencia ejecutoriada pronunciada en el extranjero.

Todo tipo de resoluciones que emanen de un tribunal extranjero necesitan del exequatur para producir efectos en los tribunales chilenos. 
Las resoluciones pronunciadas en país extranjero tendrán en Chile la fuerza que les concedan los tratados respectivos; y para su ejecución se seguirán los procedimientos que establezca la ley chilena, en cuanto no aparezcan modificados por dichos tratados.
Código de Procedimiento Civil
Artículo 242 
Así, como no se hace distinción en el tipo de resoluciones que deben recaer en el exequatur, se entiende que la regla general es que todo tipo de resoluciones necesitarán del dicho trámite.

##### Reglas legales de la concesión del exequatur
Para que los tribunales concedan el exequatur se debe cumplir con tres reglas a saber:
1. Existencia de tratados: sobre la base del artículo 242 del Código de Procedimiento Civil las resoluciones pronunciadas en país extranjero tendrán en Chile la fuerza que les concedan los tratados respectivos. Estos tratados pueden ser bilaterales o colectivos Por ejemplo, Convención Interamericana sobre medidas cautelares, Convención sobre reconocimiento y ejecución de las sentencias arbitrales extranjeras
2. Reciprocidad: por reciprocidad se debe entender idéntico tratamiento en presencia de iguales circunstancias. De aplica a falta de tratado internacional. El artículo 243 del Código de Procedimiento Civil señala que de no existir tratados relativos a la materia se le dará la misma fuerza que se de a los fallos pronunciados en Chile. Este es el llamado sentido positivo de la reciprocidad. Por otro lado, el artículo 244 del Código de Procedimiento Civil señala que si la resolución procede de un país en que no se da cumplimiento a los fallos de los tribunales chilenos, no tendrá fuerza en Chile. Este sería el sentido negativo.
3. Regularidad internacional: se aplica en el caso en que no pueden concurrir ninguno de los requisitos anteriores. De ser así, las resoluciones de los tribunales extranjeros tendrán la misma fuerza en Chile siempre que se sigan las condiciones que se enumeran en el artículo 245 del Código de Procedimiento Civil: 1) Que no contengan nada contrario a las leyes de la República. 2) Que no se opongan a la jurisdicción nacional. 3) Que la parte en contra de la cual se invoca la sentencia haya sido debidamente notificada de la acción. 4) Que estén ejecutoriadas en conformidad a las leyes del país en que hayan sido pronunciadas. Por lo tanto, no se comprenden las que causan ejecutoria.

El texto legal excluye las leyes del procedimiento porque el proceso, como institución jurídica, debe regirse por las leyes del país en que se ha tramitado (locus regit actum). Las leyes de la República se refieren más bien a las que constituyen el derecho público chileno y las de derecho privado conservativas del orden público nacional. 

#### Competencia del en el exequatur
El artículo 247 del Código de Procedimiento Civil dispone que la ejecución que se trate de ejecutar debe presentarse ante la Corte Suprema. En este caso el funcionamiento de la Corte Suprema se realizará en sala de acuerdo a las reglas del artículo 98, Nº8 y 99 del Código Orgánico de Tribunales
Procedimiento del exequatur

###### Negocios contenciosos
En el procedimiento de exequátur en negocios contenciosos, la solicitud debe presentarse ante la Corte Suprema, acompañada de una copia legalizada de la sentencia extranjera, ya que al ser un instrumento público, es necesario que esté debidamente autenticada. Además, se deben cumplir las normas comunes de presentación de escritos y reglas de comparecencia en juicio. Si la sentencia estuviera redactada en un idioma distinto al español, se deberá adjuntar la correspondiente traducción oficial.
Una vez recibida la solicitud, el tribunal dictará una resolución que deberá notificarse personalmente (40 del CPC) a la parte contra quien se pretende ejecutar la sentencia. Esta tendrá un plazo igual al de emplazamiento para contestar demandas, con el fin de exponer sus objeciones o argumentos en contra de la ejecución. Luego de recibir la contestación, o en caso de que la parte demandada no comparezca, y previa audiencia del fiscal judicial, la Corte Suprema resolverá si concede o no el exequátur. Si el tribunal lo estima necesario, podrá abrir un período probatorio antes de dictar su fallo, conforme a lo establecido en la normativa sobre incidentes.

###### Negocios no contenciosos
En el caso del procedimiento de exequátur en negocios no contenciosos, no se requiere dar traslado a ninguna contraparte, ya que no existe una parte demandada. Sin embargo, la intervención del fiscal judicial sigue siendo obligatoria. Asimismo, el tribunal podrá abrir un término probatorio si lo considera pertinente antes de resolver.

###### Negocios arbitrales
El procedimiento de exequátur en sentencias arbitrales incluye un requisito adicional: la sentencia arbitral debe contar con el visto bueno o algún otro signo de aprobación por parte de un tribunal superior ordinario del país en que se dictó. Este trámite es esencial para constatar la autenticidad del fallo y acreditar su fuerza ejecutiva antes de su reconocimiento en Chile.
| Etapa                               | Descripción | Artículo |
| ----------------------------------- | --- | -------- |
| Solicitud a la Corte Suprema        | Se presenta la solicitud con copia legalizada de la sentencia extranjera, cumpliendo normas procesales y adjuntando traducción si es necesario                                                                | 247 CPC  |
| Notificación                        | El tribunal dicta una resolución que debe notificarse personalmente a la parte contra la cual se pide la ejecución                                                                                            | 40 CPC   |
| Contestación y Audiencia del Fiscal | La parte demandada tiene un plazo equivalente al de emplazamiento para responder. En su rebeldía, se dará con previa audiencia al fiscal judicial                                                             | 248 CPC  |
| Término Probatorio (si procede      | Si el tribunal lo estima necesario, podrá abrir un período probatorio conforme a las reglas de los incidentes                                                                                                 | 250 CPC  |
| Decisión del Tribunal               | El tribunal decide si concede o no el exequátur con base en los antecedentes presentados |          |
| Ejecución del fallo                 | Si se concede el exequátur, se solicita la ejecución ante el tribunal chileno competente a quien habría correspondido conocer del negocio en primera o única instancia, aplicando tratados o normas generales | 251 CPC  |

###### Fallo
La concesión del exequátur permite que la sentencia extranjera genere un título que habilite su ejecución en Chile. Además, dicho reconocimiento puede ser utilizado como excepción de cosa juzgada en futuros litigios dentro del país.
Finalmente, para la ejecución del fallo reconocido mediante exequátur, se debe solicitar su cumplimiento ante el tribunal chileno que habría sido competente en primera o única instancia si el juicio se hubiese tramitado en Chile. El procedimiento de ejecución dependerá de lo que establezca el tratado internacional aplicable, y en caso de no existir un tratado, se aplicarán las normas generales del Código de Procedimiento Civil chileno.

## España
El proceso monitorio español es documental, es decir, se deben aportar documentos que prueben la deuda. En cambio, el proceso monitorio europeo no es documental, ya que basta con que el demandante afirme que la deuda existe. El reglamento europeo 1896/2006 dice, literalmente, que hay que aportar «una descripción de los medios de prueba que acrediten la deuda» (artículo 7.e).
El procedimiento monitorio se introdujo en el ordenamiento procesal español en 1999 con ocasión de la reforma de la Ley de Propiedad Horizontal que facilitó a las comunidades la reclamación de las deudas por gastos generales en que hubiera incurrido un propietario. Poco después, la Ley de Enjuiciamiento Civil 1/2000, de 7 de enero, generalizó este procedimiento a cualquier otra deuda que, siendo dineraria, vencida, líquida y exigible, no excediera de 30 000 euros. Este tope fue aumentado en 2009 hasta 250 000 euros por la Ley de implantación de la nueva Oficina judicial. En marzo de 2011 se introdujeron otras modificaciones para facilitar la aplicación en España de los procesos europeos monitorio y de escasa cuantía, y en octubre del mismo año se suprimió el límite dinerario para equiparar este procedimiento al aprobado por la Unión Europea.
La Ley de Enjuiciamiento Civil regula el proceso monitorio en los artículos 812 a 818 y lo configura como un proceso declarativo especial, con vocación de rapidez, basado en la existencia de un documento previo que justifique una deuda dineraria de cualquier importe, líquida, vencida y exigible. Se caracteriza por utilizar la técnica de la eventualidad. Esto supone que se requiere al deudor para que, en el plazo de 20 días, pague o se oponga. El deudor puede:
1. Pagar, en cuyo caso finaliza el procedimiento.
2. No pagar o no oponerse. El secretario judicial dicta decreto dando por terminado el proceso y el acreedor puede instar el despacho de ejecución, bastando para ello la mera solicitud.
3. Se opone, en cuyo caso el monitorio se transforma en el proceso declarativo[16] que corresponda según la cuantía: Si el importe de la deuda es inferior a 6.000 € el secretario judicial, por decreto, da por terminado el monitorio y acuerda seguir la tramitación por juicio verbal, convocando a las partes a la vista. Si es superior a 6.000 € el acreedor tiene un mes de plazo para presentar demanda de juicio ordinario.[17]

El procedimiento monitorio ordinario se podrá interponer ante el juez de Primera Instancia del domicilio del deudor comenzando por petición del acreedor en la que se expresarán la identidad del deudor, el domicilio o domicilios del acreedor y del deudor o el lugar en que residieran o pudieran ser hallados y el origen y cuantía de la deuda, acompañándose de los documentos que especifica la ley. Para la presentación de esta petición inicial no será necesario valerse de abogado o procurador. Si se plantease escrito de oposición por parte del deudor, el proceso monitorio no podrá continuar y el asunto se resolverá definitivamente en el juicio que corresponda según la cuantía de la reclamación, teniendo la sentencia que se dicte fuerza de cosa juzgada.
Con este proceso se persigue agilizar el cobro de deudas dinerarias vencidas, exigibles y documentadas y se evitan juicios declarativos contradictorios, con la consiguiente descarga de trabajo para los órganos jurisdiccionales. Más del cincuenta por ciento de los procesos monitorios evitan el consiguiente declarativo, sea por el pago voluntario del deudor, sea por la ejecución del título presentado con la petición inicial. Al margen de su ampliación cuantitativa, la reforma introduce resoluciones del Secretario judicial en perjuicio de la efectividad del procedimiento. Como en cualquier otro procedimiento, el Secretario judicial admitirá el escrito inicial del procedimiento, del que deberá dar cuenta al Juez cuando estime que no concurren los requisitos para su admisión o cuando considere que la cantidad reclamada no es correcta, pero como además también dictará Decreto de terminación cuando el deudor no pague y también cuando el mismo se oponga.

## Unión Europea
El Reglamento 1896/2006, del Parlamento Europeo y del Consejo, de 12 de diciembre, regula el proceso monitorio europeo. Este proceso podrá aplicarse a los asuntos “transfronterizos”, es decir, cuando al menos una de las partes tenga su domicilio o residencia habitual en un Estado miembro diferente de aquel en el cual se encuentra el órgano jurisdiccional donde se haya presentado la reclamación por la vía monitoria. En estos supuestos, el demandante podrá optar entre promover el proceso monitorio regulado en el Derecho interno u optar por el proceso monitorio europeo. El proceso monitorio europeo se reserva para reclamar deudas dinerarias civiles o mercantiles, con las excepciones previstas por el artículo 2 del Reglamento (p.ej.: régimen económico matrimonial).
En términos generales, el proceso monitorio europeo es bastante similar al monitorio español, analizado anteriormente. Sin embargo, contiene algunas especialidades:
1. La competencia judicial internacional para conocer de este proceso se determinará según los fueros de competencia previstos por el Reglamento (UE) n.º 1215/2012 del Parlamento Europeo y del Consejo, de 12 de diciembre de 2012, relativo a la competencia judicial, el reconocimiento y la ejecución de resoluciones judiciales en materia civil y mercantil.
2. La petición inicial del proceso monitorio europeo (la demanda) se tiene que presentar en un formulario previsto a tal efecto.
3. No hay que aportar los documentos acreditativos de la deuda que se reclama, pero sí describir los medios de prueba que fundamentan la existencia de la deuda.
4. Se admiten algunas modalidades de notificación del requerimiento de pago de la deuda al demandado que no son posibles al proceso monitorio español.
5. Una vez efectuado el requerimiento de pago, el demandado tiene 30 días para pagar u oponerse.
6. Si el demandado se opone a la pretensión, no tiene que explicar los motivos (pero puede hacerlo).
7. En ningún caso se exige la intervención de abogado y procurador.
8. Si el demandado formula oposición, el proceso monitorio europeo ante un tribunal español se puede convertir en un juicio ordinario o en uno de verbal en función de si la cuantía reclamada supera o no los 6000 €.
9. Sin embargo, si en la propia petición inicial o en un momento posterior (siempre antes de la emisión del requerimiento de pago), el demandante solicita que se ponga fin al proceso si el demandado se opone, se acordará la finalización del procedimiento, sin que en este caso se pueda producir la conversión en juicio ordinario o verbal.
10. Si el demandado no paga ni se opone a la reclamación, el requerimiento de pago se convierte en un título ejecutivo, y podrá ser ejecutado en cualquier Estado Miembro de la Unión Europea sin necesidad de execuátur. Además, el demandado ya no podrá impugnar en ningún Estado Miembro la existencia y la cuantía de la deuda.
11. Ahora bien, en algunos casos excepcionales, el demandado puede pedir la revisión del requerimiento de pago. Esta petición se tiene que formular ante el mismo órgano jurisdiccional que emitió el requerimiento de pago, y si esta petición se acepta, el requerimiento de pago será declarado nulo. Los supuestos donde es posible esta revisión son los siguientes: Que el requerimiento de pago no sea notificado personalmente (falta de conocimiento, infracción del derecho a la defensa), que el demandado no haya podido oponerse a la reclamación a la fuerza mayor o circunstancias excepcionales ajenas a su voluntad o que el requerimiento de pago se haya emitido de forma manifiestamente errónea (incumpliendo los requisitos del Reglamento 1896/2006).
12. Mientras se tramita la petición de revisión, el órgano jurisdiccional ante el cual se haya pedido la ejecución del requerimiento de pago (que puede ser del mismo Estado Miembro donde se emitió el requerimiento de pago o de otro), puede optar entre denegar la ejecución hasta que se resuelva la petición de revisión, pero adoptando medidas cautelares para asegurar la efectividad de la ejecución; conceder la ejecución pero exigiendo al demandante una caución; o, de manera excepcional, simplemente suspender el procedimiento de ejecución.

## México
- Por su naturaleza jurídica

La Suprema Corte de Justicia de la Nación ha establecido en su jurisprudencia que el juicio ejecutivo no se dirige a declarar hechos dudosos o controvertidos, sino llevar a efecto los que han sido reconocidos en un acto con tal fuerza que constituye una presunción del legítimo derecho del actor y de que está suficientemente probado, por lo que debe ser inmediatamente atendido, siendo necesario que en el título se consigne la existencia de un crédito cierto, líquido y exigible, y finalmente que en él conste que el ejecutante es el acreedor, que el ejecutado es el deudor y que la pretensión exigida es precisamente la debida.
A.- En materia civil
Así tenemos que el procedimiento del juicio ejecutivo civil se establece en el Código Federal de Procedimientos Civiles y en los Códigos de Procedimientos Civiles de cada una de las 32 Entidades Federativas.
B.- En materia mercantil
El procedimiento del juicio ejecutivo mercantil, se encuentra establecido en el Código de Comercio por ser de índole federal, sin embargo, en jurisdicción concurrente puede ser supletorio el Código Federal de Procedimientos Civiles y los Códigos de Procedimientos Civiles de cada una de las 32 Entidades Federativas, para conocer y resolver, así como para en segunda instancia recurrir a la apelación.